# Gildan (vêtements)
Les Vêtements de Sport Gildan en anglais Gildan Activewear,  est une entreprise canadienne de vêtements, qui fait partie de l'indice S&P/TSX 60. Son siège social est situé à Montréal mais elle compte plus de 43 000 employés dans le monde. Ses actions sont inscrites à la Bourse de Toronto (TSX : GIL) et à la Bourse de New York (NYSE : GIL).
C'est une société verticalement intégrée qui confectionne et commercialise des vêtements. Elle est le principal fournisseur de vêtements de sport destinés au marché de la distribution de vente en gros de vêtement de sport imprimés aux États-Unis et au Canada (tee-shirts, chandails sport et vêtements molletonnés). Gildan est également un fournisseur important en Europe. Ses produits sont achetés par des détaillants qui y impriment des logos sportifs, de spectacles, d’événements professionnels et de tourisme. Les produits de Gildan sont également utilisés en guise d’uniformes de travail et de sous-vêtements pour hommes et garçons. Début 2017, afin de monter en gamme, l'entreprise rachète la marque American Apparel.

## Principaux actionnaires
Au 21 avril 2020.
| MFS Investment Management Canada                 | 10,7% |
| Jarislowsky, Fraser                              | 8,33% |
| Caisse de dépôt et placement du Québec           | 5,34% |
| Janus Capital Management                         | 4,40% |
| Pzena Investment Management                      | 4,27% |
| Great-West Capital Management                    | 4,19% |
| Cooke & Bieler                                   | 4,16% |
| Fidelity Management & Research                   | 4,00% |
| Swedbank Robur Fonder AB                         | 3,02% |
| Brandywine Global Investment Management (Canada) | 2,93% |

## Historique
- Le 13 juin 2007, Gildan obtient l’accréditation de la Fair Labor Association (FLA)[5].
- Le 31 mars 2010, Gildan a complété l'acquisition de Shahriyar Fabric Industries Limited (Shahriyar)[6].

En avril 2011, Gildan acquiert le « fabricant de chaussettes Gold Toe Moretz Holdings pour 350 millions US$, en excluant la dette »,